# Michael Barrowman
Michael „Mike“ Ray Barrowman (* 4. Dezember 1968 in Costa Mesa) ist ein ehemaliger US-amerikanischer Schwimmer.
Bei den Olympischen Spielen 1988 belegte er noch den vierten Platz über 200 Meter Brust. Vier Jahre später konnte er dann bei den Olympischen Spielen 1992 in Barcelona über diese Strecke den Olympiasieg feiern. Bei den Weltmeisterschaften 1991 holte er über 200 Meter Brust ebenfalls den Titel. Über seine Paradestrecke schwamm er zwischen 1989 und 1992 insgesamt sechs Weltrekorde. In den Jahren 1989 und 1990 wurde er zum Weltschwimmer des Jahres gewählt.
1997 wurde er in die Ruhmeshalle des internationalen Schwimmsports aufgenommen. Er lebt als Trainer auf den Kaimaninseln.